# 52-й Берлинский международный кинофестиваль
52-й Берлинский международный кинофестиваль проходил с 6 по 17 февраля 2002 года в Берлине.

## Жюри
- Мира Наир (председатель жюри)
- Лукресия Мартель
- Клоди Оссар
- Оскар Рёлер
- Кеннет Туран
- Рауль Пек
- Николетта Браски
- Деклан Куинн
- Рената Литвинова
- Питер Коуи

## Конкурсная программа
- 8 женщин, режиссёр Франсуа Озон
- Аминь, режиссёр Коста-Гаврас
- Красный террор, режиссёр Кристофер Рот
- Плохой парень, режиссёр Ким Ки Дук
- Под облаками, режиссёр Иван Сен
- Кровавое воскресенье, режиссёр Пол Гринграсс
- Рождённые ветром, режиссёр Сильвио Сольдини
- Бриджит, режиссёр Амос Коллек
- Скала, режиссёр Доминик Граф
- Гриль-бар «На полпути», режиссёр Андреас Дрезен
- Рай, режиссёр Том Тыквер
- Айрис, режиссёр Ричард Эйр
- Мелкие неприятности, режиссёр Аннетт К. Олесен
- Уничтожить цель, режиссёр Дзюндзи Сакамото
- Пропуск, режиссёр Бертран Тавернье
- Бал монстров, режиссёр Марк Форстер
- Утро понедельника, режиссёр Отар Иоселиани
- Любовь, которая жмёт..., режиссёр Рамон Салазар
- Семейка Тененбаум, режиссёр Уэс Андерсон
- Корабельные новости, режиссёр Лассе Халльстрём
- Унесённые призраками, режиссёр Хаяо Миядзаки
- Однажды в августе, режиссёр Константин Джианарис
- Темптейшенс, режиссёр Золтан Камонди

## Награды
- Золотой медведь:
  - Кровавое воскресенье, режиссёр Пол Гринграсс
  - Унесённые призраками, режиссёр Хаяо Миядзаки
- Золотой медведь за лучший короткометражный фильм:
  - Перед рассветом
- Серебряный медведь:
- Серебряный медведь за лучшую музыку к фильму:
  - Пропуск
- Серебряный медведь за лучшую мужскую роль
  - Жак Гамблен — Пропуск
- Серебряный медведь за лучшую женскую роль:
  - Хэлли Берри — Бал монстров
- Серебряный медведь за лучшую режиссёрскую работу:
  - Отар Иоселиани — Утро понедельника
- Серебряный медведь за лучший короткометражный фильм:
  - Мой брат
- Серебряный медведь - Гран-при жюри:
  - Гриль-бар «На полпути»
- Серебряный медведь за выдающиеся художественные достижения:
  - Катрин Денёв — 8 женщин
  - Изабель Юппер — 8 женщин
  - Эммануэль Беар — 8 женщин
  - Фанни Ардан — 8 женщин
  - Виржини Ледуайен — 8 женщин
  - Даниель Дарьё — 8 женщин
  - Фирмин Ришар — 8 женщин
  - Людивин Санье — 8 женщин
- Почётный приз Berlinale Camera Award:
  - Коста-Гаврас
  - Volker Hassemer
  - Хорст Вендландт
- Приз за лучшую дебютную картину:
  - Под облаками
- Приз за лучшую дебютную картину - особое упоминание:
  - Проект Лярами
  - Мо Чен и Мейтинг
- Приз зрительских симпатий (программа «Панорама»):
  - Тёмное пятно – секретарша Гитлера
- Хрустальный медведь:
- Хрустальный медведь - лучший короткометражный фильм:
  - Потоп
- Хрустальный медведь - лучший художественный фильм:
  - Шрамы
- Хрустальный медведь - особое упоминание:
- Хрустальный медведь - особое упоминание - лучший короткометражный фильм:
  - День доставки
  - Преграда из шипов
- Хрустальный медведь - особое упоминание - лучший художественный фильм:
  - Дорога до Оттавы
  - Девочка-скалолаз
- Гран-при немецкого фонда помощи детям:
- Гран-при немецкого фонда помощи детям за лучший художественный фильм:
  - Шрамы
- Приз немецкого фонда помощи детям - особый приз:
- Приз немецкого фонда помощи детям - особый приз за лучший короткометражный фильм:
  - Балет отменился
- Приз немецкого фонда помощи детям - особое упоминание:
- Приз немецкого фонда помощи детям - особое упоминание - лучший короткометражный фильм:
  - День доставки
- Приз немецкого фонда помощи детям - особое упоминание - лучший художественный фильм:
  - Пришлите ещё конфет
- Приз Teddy (кино, посвящённое теме сексуальных меньшинств):
- Приз Teddy за лучший короткометражный фильм:
  - Праздник
- Приз Teddy за лучший документальный фильм:
  - Всё о моём отце
- Приз Teddy - награда от жюри:
  - Просто женщина
- Приз Teddy за лучший художественный фильм
  - Шагая по воде
- Приз международной ассоциации кинокритиков (ФИПРЕССИ):
- Приз ФИПРЕССИ (конкурсная программа):
  - Утро понедельника:
- Приз ФИПРЕССИ (программа «Форум»):
  - Россия и электричество
  - Приз экуменического (христианского) жюри:
- Приз экуменического (христианского) жюри (конкурсная программа):
  - Кровавое воскресенье
- Приз экуменического (христианского) жюри (программа «Форум»):
  - Вот моё лицо
- Приз экуменического (христианского) жюри (программа «Панорама»):
  - Асфальтовый ангел
- Приз Европейской конфедерации художественного кино:
- Приз Европейской конфедерации художественного кино (программа «Форум»):
  - Прародительницы жизни
- Приз Европейской конфедерации художественного кино (программа «Панорама»):
  - Пинеро
- Приз Европейской конфедерации художественного кино - особое упоминание:
- Приз Европейской конфедерации художественного кино - особое упоминание (программа «Панорама»):
  - Мелкие капли
  - Всё о Лили Чоу-Чоу
- Премия Дон Кихота:
  - Правила игры
- Премия Дон Кихота - особое упоминание:
  - Алексей и весна
  - Удачный день
- Приз Сети продвижения азиатского кино (NETPAC):
  - Мо Чен и Мейтинг
- Приз Сети продвижения азиатского кино - особое упоминание:
  - Рыба и слон
- Приз Prix UIP Berlin за лучший европейский короткометражный фильм:
  - Относительность
- Приз Альфреда Бауэра:
  - Красный террор
- Специальный приз фестиваля Blue Angel за лучший европейский фильм:
  - Мелкие неприятности
- Приз лучшему молодому таланту:
- Приз лучшему молодому таланту (актёр):
  - Хью Бонневилль — Айрис
- Приз лучшему молодому таланту (актриса):
  - Даниэль Холл — Под облаками
- Приз Caligari за инновации в Программе молодого кино:
  - Удачный день
- Премия Манфреда Зальгебера:
  - Хорошие руки
  - Страж границы
- Приз Нью-Йоркской киноакадемии (программа «Панорама»):
  - Ларанинья и Асерола
- Приз Нью-Йоркской киноакадемии - особое упоминание (программа «Панорама»):
  - Железный
- Стипендия от Нью-Йоркской киноакадемии:
  - Малыши на солнце
- Приз Peace Film Award:
  - Август: За секунду до взрыва
- Приз имени Вольфганга Штаудте:
  - Что происходит?
- Приз гильдии немецкого арт-хауса:
  - Гриль-бар «На полпути»
- Приз газеты Berliner Morgenpost:
  - 8 женщин
- Приз газеты Berliner Zeitung:
  - Алексей и весна
- Приз газеты Siegessäule:
  - Шагая по воде